# 150 North Riverside
Le 150 North Riverside est un gratte-ciel de 228 mètres construit en 2017 à Chicago (États-Unis).